# Los fantasmas de Goya
Los fantasmas de Goya es una película de 2006 dirigida por Miloš Forman, una producción hispano-estadounidense, coproducida por The Saul Zaentz Co. (Estados Unidos) y Xuxa Producciones S.L. (España). El guion fue escrito tanto por Forman como por Jean-Claude Carrière. Fue protagonizada por Javier Bardem, Natalie Portman, Stellan Skarsgård. 
Aunque el escenario histórico de la película es auténtico, la historia de Goya tratando de defender a una modelo es ficticia, como lo son los personajes del Hermano Lorenzo y la familia Bilbatúa.

## Argumento
La historia comienza en la España de 1792 en el Santo Oficio de la Inquisición, se lleva a cabo una discusión acerca de Los caprichos de Goya que provoca un gran impacto en la forma de ver a la Inquisición, después en el taller de Francisco Goya (Stellan Skarsgård) se encuentra pintando a la hija de un rico mercader llamada Inés Bilbatúa (Natalie Portman) y más tarde al hermano Lorenzo Casamares, quien muestra un gran interés en el cuadro de Inés; poco tiempo después Goya se encuentra en el Palacio del rey Carlos IV trabajando en un cuadro para la reina, cuando el rey regresa de cazar su deseo es quedarse para ver como trabaja Goya pintando a la reina, pero esta rechaza la presencia del rey, mientras tanto en la Inquisición el hermano Lorenzo (Javier Bardem) manda unos espías para rastrear a los posibles herejes que practiquen rituales judíos o protestantes. 
Dos de los espías se encuentran en una taberna y observan a una mujer (quien resulta ser Inés Bilbatua) y comienzan a sospechar de ella, más tarde Inés es citada por la Inquisición; al llegar al Santo Oficio comienzan a interrogarla y luego es sometida a cuestión para confesar que ella practica el judaísmo. Más tarde en la noche, Tomás Bilbatúa se presenta en la casa de Goya y le muestra su preocupación por su hija Inés que no ha regresado del Santo Oficio, luego Tomás manda a citar al hermano Lorenzo para discutir el por qué de la detención. Goya y el hermano Lorenzo se dirigen a la casa de Tomás; en la cena, el hermano Lorenzo explica que Inés fue sometida a cuestión para confesar que ella practica rituales judíos. Tomás, decidido, escribe una declaración donde confiesa que el hermano Lorenzo es un hijo bastardo de un chimpancé y un orangután y lo obliga a que firme, pero él se niega. Tomás, en un arranque de ira pero manteniendo la calma, toma una cuerda y la cuelga en un candil para atar de manos al hermano y luego colgarlo, para así someterlo a cuestión; finalmente el hermano Lorenzo firma la declaración. 
Esa noche en el Santo Oficio, el hermano Lorenzo presenta una cuantiosa cantidad para restaurar un convento (dinero que había aportado Tomás con la condición de que su hija fuera liberada) pero el Padre Gregorio no logra ponerla en libertad; al día siguiente Tomas Bilbatúa y María Isabel presentan la declaración que había firmado el hermano Lorenzo ante el rey, ellos desean que Inés salga en libertad y lo mismo desea el rey (aunque en realidad no puede hacer nada por ella); después, dos consejeros de la Inquisición presentan la declaración ante el Padre Gregorio y se dan cuenta de que el hermano Lorenzo ha escapado convirtiéndose en un fugitivo y en una ceremonia pública queman su pintura. En el Palacio del rey, Goya presenta el cuadro de la reina, pero los reyes no muestran mucho interés y el rey cita a Goya en sus aposentos cuando inesperadamente un hombre proveniente de París le informa al rey que su primo el rey Luis XVI ha sido guillotinado por los franceses hace seis días y el rey se retira triste y silenciosamente.
Quince años después España es capturada por Napoleón Bonaparte y pone a su hermano José Bonaparte como rey de España; más tarde Napoleón manda a los mamelucos a las calles de Madrid matando gente y destruyendo lugares mientras tanto Francisco de Goya se ha quedado sordo, al día siguiente las tropas llegan a una misa en la que el hermano Lorenzo, ahora convertido en ferviente adepto de la Revolución Francesa, dicta que la Inquisición será abolida y sus prisioneros liberados. Luego de ser liberada, Inés Bilbatúa, desnutrida y maltratada, se dirige a su casa para reunirse con su familia pero descubre que toda su familia ha sido asesinada por las tropas francesas. Inés se dirige a la casa de Goya para que la auxilie; Inés le cuenta a Goya que ella tuvo una hija en prisión pero se la quitaron después de haber nacido. Al día siguiente, Goya se dirige al Santo Oficio pero descubre que ha sido abolido y tiene que hablar con un fiscal especial quien resulta ser Lorenzo Casamares. En el tribunal, Lorenzo juzga a los miembros de la Inquisición como un defensor de las ideas de la revolución francesa y condena a muerte al Padre Gregorio, el Gran Inquisidor. Luego, Lorenzo encuentra a Francisco, a quien le cuenta de su escape a Francia; Goya le cuenta que Inés tuvo una hija en prisión y que él es el padre, pero él no lo acepta. Después en la prisión, habla con un reo (quien resulta ser el Padre Gregorio) para saber de los bebés que nacen en prisión, y más tarde en un orfanato donde descubre que se llamaba Alicia, pero que había huido de allí a los once años. Mientras tanto Goya dibujaba en los jardines del Pardo cuando ve a una joven parecida a Inés alejándose; Goya le pregunta su nombre a la mujer que la acompañaba y ella le responde que se llama Alicia. La hija de Inés había sido adquirida por una madame y ahora trabajaba de prostituta en el Pardo.
Goya se dirige con Lorenzo para decirle que la ha encontrado; después Lorenzo en los jardines contrata sus servicios para poder hablar con ella en un ámbito más privado, y le propone que se marche a América, pero ella le rechaza furiosa y huye. Por otro lado, Francisco busca a Inés para decirle que encontró a su hija y ellos se dirigen a una taberna donde se encuentra Alicia, pero inesperadamente las tropas francesas irrumpen en el lugar y se llevan a las mujeres, incluida Alicia, para deportarlas a la fuerza a América; después Goya acude a Lorenzo, quien ha ordenado la deportación, pero un soldado les interrumpe y le dice a Lorenzo que debe escapar de la ciudad debido a que las tropas británicas han invadido España. Goya intenta seguirlo, pero encuentra a Inés con un bebé que había recogido en la taberna invadida por los soldados. Por otra parte, Alicia, junto con las mujeres, se encontraban en campo abierto cuando llegan las tropas británicas al mando del Duque de Wellington; uno de los oficiales británicos se fija en Alicia y se hace ver que entre ambos se va a establecer una relación. Mientras tanto Lorenzo intenta escapar, pero es alcanzado por unos aldeanos. En la escena siguiente se ve al Padre Gregorio liberado de la prisión y recuperando su puesto como Inquisidor General. Después Lorenzo es sometido a juicio pero no se arrepiente. Finalmente, en la plaza pública, es ejecutado a garrote vil. Después se llevan el cuerpo de Lorenzo en un carro. En una escena final de crudo surrealismo, unos niños acompañan jugando el carro del ejecutado; mientras que Inés, presa de la locura por llevar tantos años encerrada, lo acompaña también dando de la mano a Lorenzo, contenta, llevando en sus brazos a quien cree que es la hija de ambos. Goya lo observa todo y les sigue de lejos.

## Reparto
- Javier Bardem como Lorenzo Casamares.
- Natalie Portman como Inés Bilbatúa / Alicia.
- Stellan Skarsgård como Francisco de Goya.
- José Luis Gómez como Tomás Bilbatúa.
- Mabel Rivera como María Isabel de Bilbatúa.
- Unax Ugalde como Ángel Bilbatúa.
- Fernando Tielve como Álvaro Bilbatúa.
- Randy Quaid como Carlos IV de España.
- Blanca Portillo como María Luisa de Parma, reina consorte de Carlos IV.
- Michael Lonsdale como Padre Gregorio, gran Inquisidor.
- Craig Stevenson como Napoleón Bonaparte.
- Julian Wadham como José Bonaparte.
- Cayetano Martínez de Irujo como Arthur Wellesley, primer Duque de Wellington.
- Francisco Javier Pastor como Ejecutor de Lorenzo Casamares

## Producción

### Lugar del rodaje

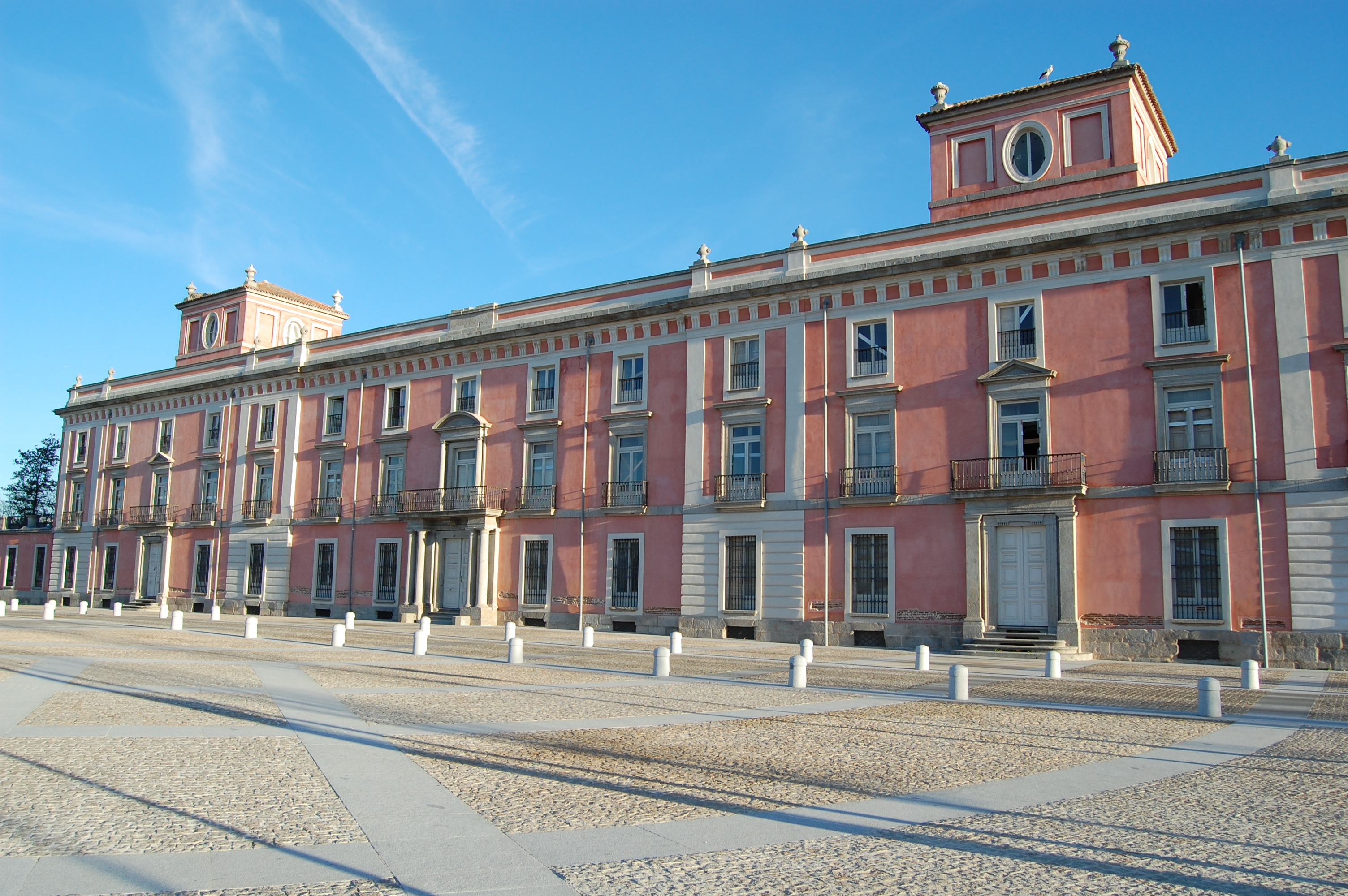
El Palacio del Infante don Luis, en Boadilla del Monte, fue escenario de algunas escenas de la película.

El director rodó en la localidad madrileña de Boadilla del Monte. Para ello, invirtió más de 300.000 euros en la restauración del palacio del Infante don Luis de dicha localidad. También escogió como plató las calles de Segovia, Salamanca, Aranjuez y el Parque del Retiro de Madrid, además de la "Casa de Gozquez" en "la marañosa" (cercanías de San Martín de la Vega, Madrid).
También se trasladó el rodaje al Monasterio de Veruela, en la localidad de Vera de Moncayo (Zaragoza). Durante el rodaje se utilizaron diferentes zonas del monasterio. En el refectorio se grabó una escena en la que hay una reunión de todos los monjes para analizar unos grabados de Goya. También se utilizó un pequeño espacio como despacho del inquisidor. El Claustro también fue objeto de escenas. En la nave central de la iglesia se rodó una escena en la que llega un oficial francés con la orden de abolición de la Inquisición, y en otro habitáculo es donde se hizo el interrogatorio al personaje interpretado por Natalie Portman.

### Lo real y lo ficticio del filme
La película combina aspectos históricos con hechos evidentemente ficticios, de conformidad a otros trabajos de Miloš Forman (como en su célebre Amadeus de 1984).
Dentro de los aspectos históricos, se encuentra la existencia misma del pintor Francisco de Goya, su obra y los hechos político-religiosos que convulsionaron a la España del siglo XVIII y XIX, que no hacen más que dar una mera ambientación y soporte al argumento, muy ajeno a su realidad conocida. Goya actúa como un simple nexo de unión entre personajes que deben conocerse para dar pie al drama ideado por Forman y Jean-Claude Carrière.
El libreto, por otro lado, ofrece elementos ficticios que resultan inverosímiles y bastante improbables que se dieran en la realidad o en la evolución de los protagonistas. En ese sentido, el guion se pierde ocasionalmente en una trama muy densa de acciones y caracterizaciones, uno de los puntos más criticados y flojos de la cinta. Es por ello que quizá sea importante, para el espectador, conocer la obra de Goya para apreciar esta película con más profundidad; ya que Forman le da a la cinta una estética "Goyesca" al mejor estilo Fellini o Kurosawa, sin duda este es el detalle que eleva la película a una categoría distinta y pueda ser incomprensible o aburrida para quien no conoce la obra del gran artista aragonés.
A pesar de ello, es destacable que cuenta con una magnífica ambientación escénica y una apropiada fotografía, así como un trato muy cuidadoso y detallado de los personajes sin descuidar el drama, el debate trascendental ni la crítica político-social.

### Origen de la película
En palabras del propio director Forman, se resumen algunos aspectos claves de su película, luego de una visita que realizara al Museo del Prado en Madrid junto al productor independiente Saul Zaentz:
“-Me sobrecogieron las pinturas, ya no podía dejar de pensar en ellas (…) Estaba convencido de que Goya fue el primer pintor moderno. Y ahora, más que nunca, deseaba rodar una película sobre él”.
Durante la visita al Prado, Forman le relató a Zaentz el incidente sobre la Inquisición que había leído tantos años atrás, y debatieron la idea de hacer una película que hablara de ella y de Goya, al mismo tiempo. A Zaentz le pareció que el resultado podría ser maravilloso:
“-Pero le dije (a Forman) que era necesario tener una historia que diera soporte a la idea, una historia en la que confiar, apasionante, que nos hiciera sacar adelante el proyecto”, exclamó el productor. Y Forman estuvo de acuerdo, con lo que llevaron a cabo su tarea.

## Críticas
Los fantasmas de Goya recibió pobres comentarios de los críticos y no llenó las expectativas hacia ella. La página web Rotten Tomatoes reportó apenas un 28 % de comentarios positivos de un total de 82 recibidos, con el consenso “trajes adornados y un elenco con talento no pueden compensar el ritmo glacial de Los fantasmas y una trama confusa”. Metacritic reportó un promedio de 52 con una base de 100, estimado en 25 comentarios (incluyendo el promedio general de revisiones).
Javier Bardem fue nominado al Premio Fernando VII como el Peor actor protagonista en los Premios Godoy que galardonaban a las peores películas españolas del año y que se otorgaban mediante votación en Internet.

## Taquilla
La película tuvo relativamente un bajo rendimiento de taquilla. Recaudó  $2,198,929 en España y  $1,199,024 en Italia.  En los Estados Unidos, Los fantasmas de Goya generó  $1,000,626, con un total alrededor del mundo de  $9,448,082. Por lo tanto, la producción cerró con un amplio margen de pérdidas, al realizarse con un presupuesto de $50 millones de dólares.

## Premios

### Goyas 2006
| Categoría                     | Persona                                                                          | Resultado  |
| ----------------------------- | -------------------------------------------------------------------------------- | ---------- |
| Mejor diseño de vestuario     | Yvonne Blake                                                                     | Candidata  |
| Mejor maquillaje y peluquería | Ivana Primorac Susana Sánchez Manuel García María Carmen Clavel Mercedes Guillot | Candidatos |
| Mejores efectos especiales    | Reyes Abades Félix Berges Eduardo Díaz                                           | Candidatos |

### Premios Godoy 2006
| Categoría                                      | Persona       | Resultado |
| ---------------------------------------------- | ------------- | --------- |
| Premio Fernando VII al peor actor protagonista | Javier Bardem | Nominado  |